# Bohuslav Stainer
Bohuslav Stainer (18. září 1903 – 15. května 1982) byl český a československý politik Komunistické strany Československa a poúnorový poslanec Národního shromáždění ČSSR.

## Biografie
Po volbách roku 1960 byl zvolen za KSČ do Národního shromáždění ČSSR za Středočeský kraj (obvod Beroun). Mandát nabyl až dodatečně v červnu 1961 poté, co zemřel poslanec Jan Vodička. V Národním shromáždění zasedal až do konce volebního období parlamentu, tedy do voleb v roce 1964.